# Conca del Naviglio
La Conca del Naviglio è il quartiere  nel centro di Milano, originatosi intorno alla creazione della Conca di Viarenna nel secolo XV,  facente parte del municipio 1 e del NIL n. 6 "Porta Ticinese - Conca del Naviglio" 
Conserva i resti della conca e alcuni resti dell'anfiteatro romano di Milano. 

## Storia

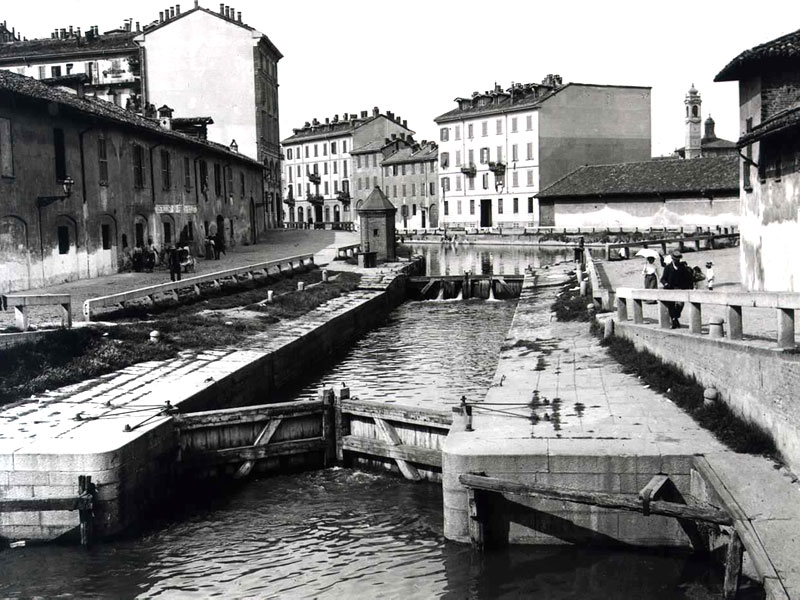
Come si presentava la conca a inizio Novecento

La realizzazione di una nuova conca (ossia una chiusa, cioè un'opera di ingegneria idraulica atta a superare il dislivello imposto dalla conformazione del terreno), chiamata Conca di Viarenna, si rese necessaria per collegare la Darsena, quindi Naviglio Grande e Naviglio Pavese,  con la fossa interna, consentendo di superare il dislivello. La conca venne completata nel 1439 e serviva per rendere più agevole il trasporto dei blocchi di marmo di Candoglia, in arrivo dal Naviglio Grande, quanto più vicino possibile al Duomo di Milano, la cui costruzione con il marmo era cominciata nel 1386-1387 in seguito al dono di Gian Galeazzo Visconti. Fino ad allora, l'arrivo del materiale avveniva presso il laghetto di Sant'Eustorgio (nei pressi dell'omonima basilica), da cui veniva trasportato su strada. Residui della Conca di Viarenna sono ancora osservabili nel primo tratto di via Conca del Naviglio (formato dall'unione di due vie ora soppresse: via Vallone e in via Olocati).
Detta anche Conca della Fabbrica, con ovvio riferimento alla fabbrica del Duomo, la conca venne poi demolita da Ferrante I Gonzaga per fare posto ai bastioni, e nuovamente realizzata intorno a metà del secolo XVI. La realizzazione venne completata nel 1558 e a testimonianza della conca sono ancora visibili le lapidi quattrocentesche nell'edicola.

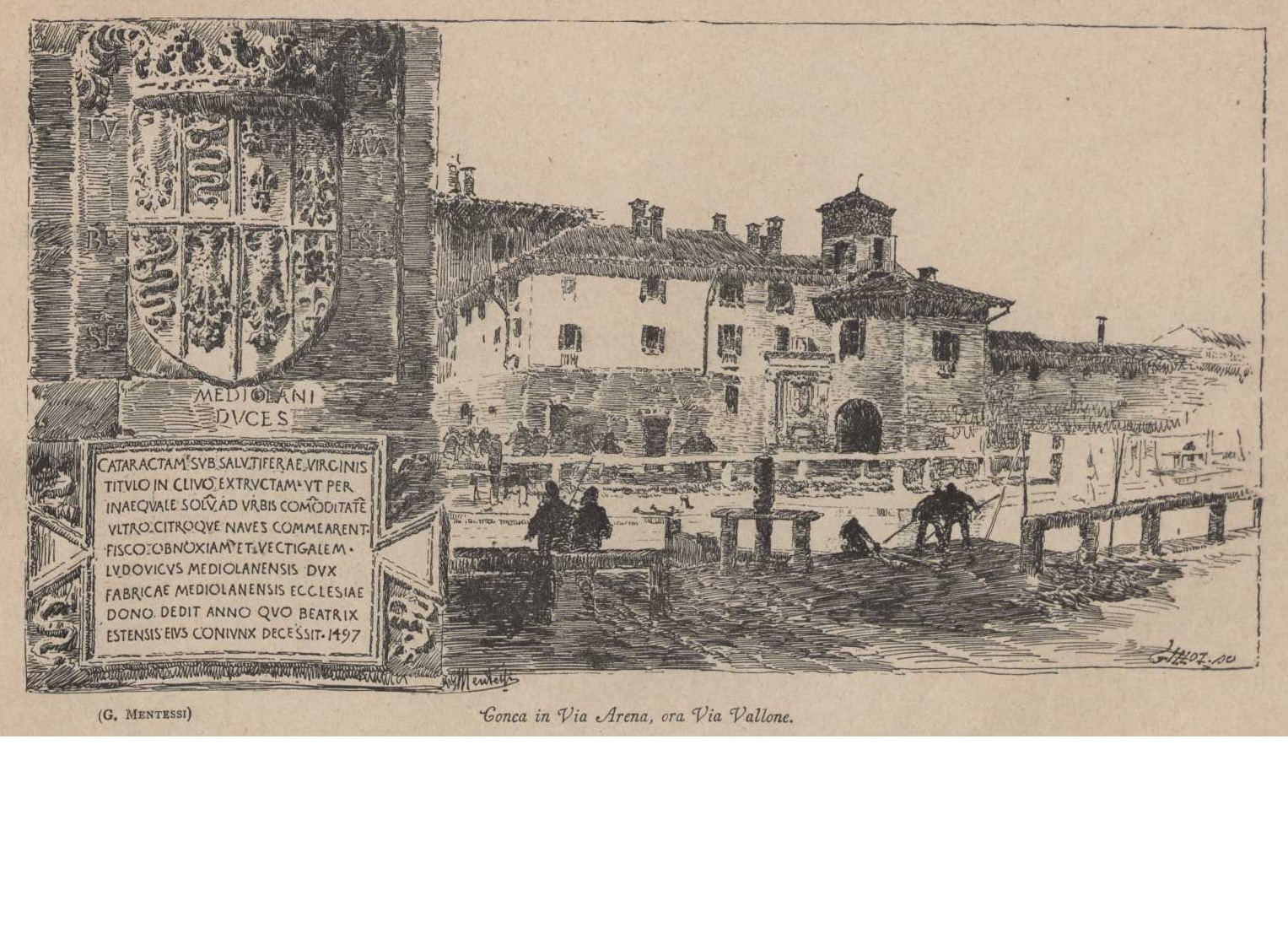
Conca del Naviglio in via Arona nel XIX secolo

## Luoghi di interesse
- L'edicola attestata in via Conca del Naviglio
- I resti dell'anfiteatro romano di Milano
- I resti in via Vallone e in via Olocati